# Марк Блукас
Маркус Пол «Марк» Блукас (англ. Marcus Paul «Marc» Blucas; нар. 11 січня 1972, Батлер, штат Пенсільванія, США) — американський актор. Відомий насамперед за роль Райлі Фінна у серіалі «Баффі — переможниця вампірів» (1999–2002).
Він грав провідну роль у фільмі «Перша дочка» (2004), в ролі Джеймса Лемсона. У трилері Термін (2009) зобразив Девіда Вудса.

## Фільмографія
| Рік |  | Українська назва | Оригінальна назва | Роль |
| --- |  | ---------------- | ----------------- | ---- |